# 巴特于伯京根
巴特于伯京根是德国巴登-符腾堡州的一个市镇。总面积24.02平方公里，总人口3844人，其中男性1844人，女性2000人（2011年12月31日），人口密度160人/平方公里。